# Koenigsegg Quant

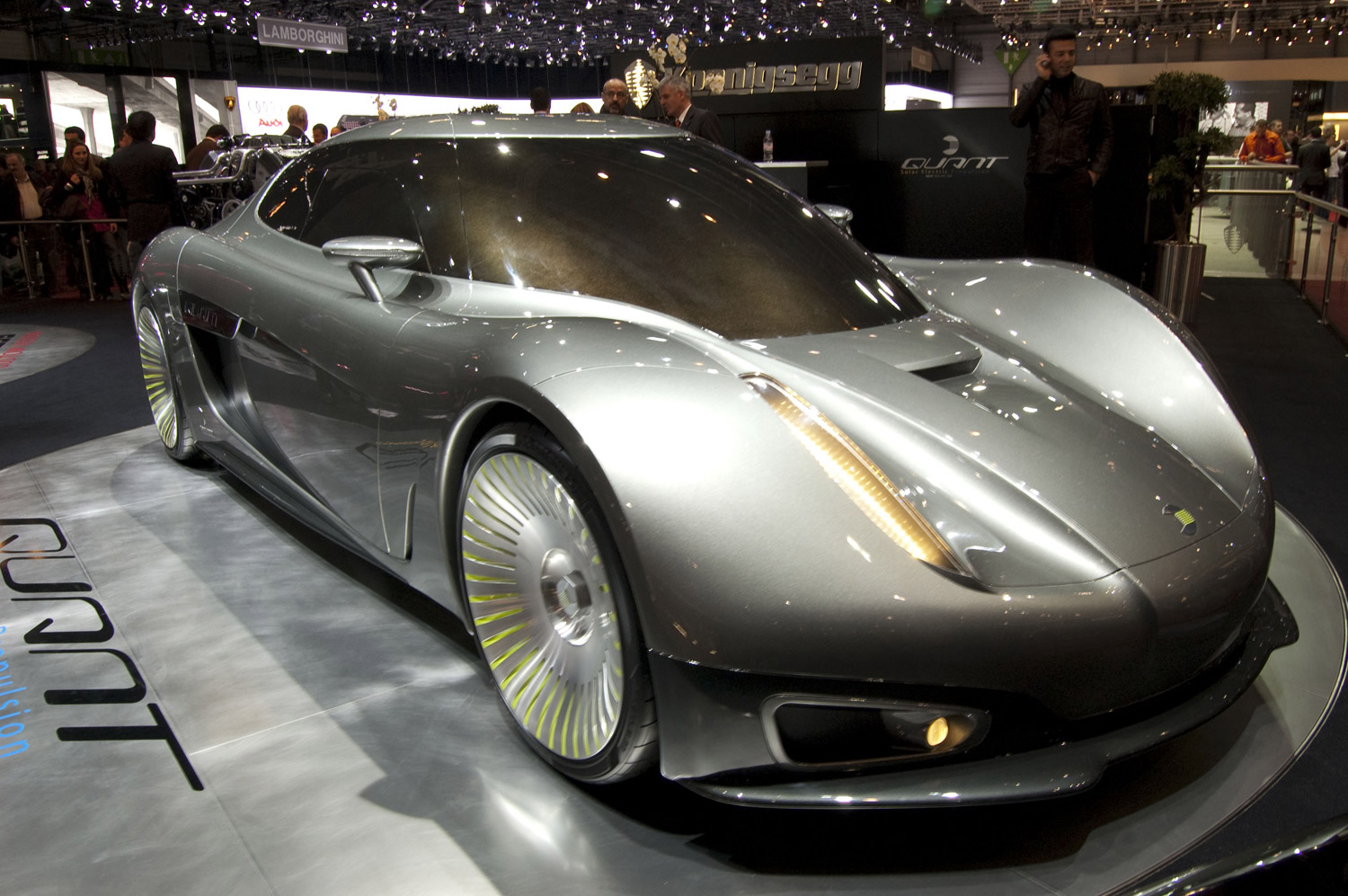
Koenigsegg Quant

El Koenigsegg Quant es un prototipo de automóvil deportivo con cuatro asientos, que fue mostrado en el Salón del Automóvil de Ginebra en 2009. Los CV son proporcionados por el sistema solar desarrollado con la ayuda de NLV utilizando un nuevo tipo de batería ligera con la tecnología llamada «acumulador de flujo de almacenamiento de energía», así como un revestimiento fotovoltaico para captar la energía solar. 
El Koenigsegg tiene 505 CV y 527 Nm logrando un aceleración de 0 a 100 km/h en 5,2 segundos y una velocidad máxima de 276 km/h. El vehículo será considerablemente más pesado con un peso de 1800 kg.